# Carter Page

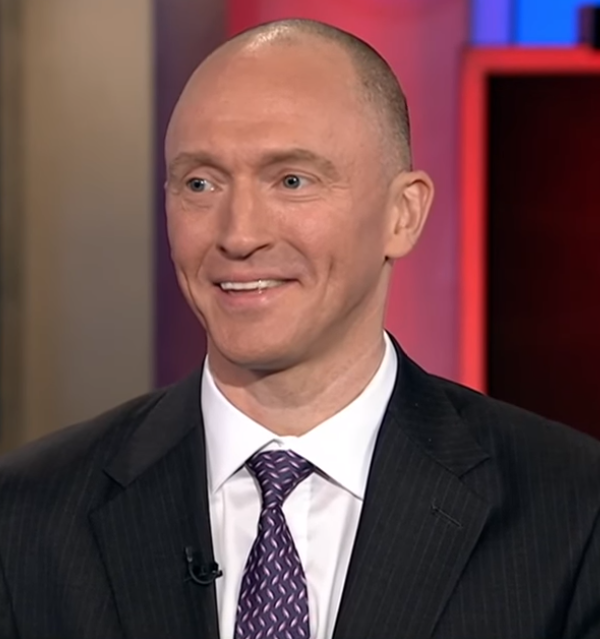
Carter Page

Carter William Page (Minneapolis, 3 juni 1971) is een Amerikaanse energieconsultant.
Page is de stichter en besturend partner van Global Energy Capital, een New York's investeringsfonds en consultatiekantoor, gespecialiseerd in de Russische en Centraal-Aziatische olie- en gasvoorraden. Volgens Donald Trump was Page een van degenen die hem adviseerde over buitenlandse politiek tijdens zijn presidentiële campagne in 2016. 

## Afkomst en opleiding
Carter Page werd in 1971 geboren in Minneapolis als zoon van Allan Robert Page en Rachel Greenstein. Hij groeide op in Poughkeepsie (New York), en rondde daar in 1989 de studie aan de Our Lady of Lourdes high school af. Hij behaalde bachelor- en mastergraden aan het Union College in Schenectady, en was werkzaam bij de Central Hudson Gas & Electric Company.

## Carrière

### Militair
Page behaalde in 1993 een graad aan de United States Naval Academy en behoorde tot de 10% beste leerlingen van de klas. Tijdens zijn eindexamenjaar werkte hij als onderzoeker voor het House Armed Services Committee. Hij diende vijf jaar in de Marine, een rondreis in West-Marokko als inlichtingenofficier voor een V.N.-vredesmissie inbegrepen. In 1994 behaalde hij een master of arts graad in Nationale Veiligheidsbeleid aan de Universiteit van Georgetown in Washington.

### Zaken
Na het verlaten van de marine rondde Page een lidmaatschap van de Raad voor Buitenlandse Betrekkingen en een mastergraad voor commerciële administratie af aan de New York University.
In 2000 begon hij te werken als investeringsbankier bij Merill Lynch in het Londense kantoor van het bedrijf, was daarna vicepresident van het kantoor in Moskou, en diende vervolgens als CEO van Merril Lynch' energieafdeling in New York. Hij bevestigde dat hij meewerkte aan transacties, waarbij Gazprom en andere vooraanstaande Russische energiebedrijven betrokken waren. Volgens door Politico  geïnterviewde zakenmensen was Page in 2016 werkzaam op een ondergeschikt niveau en bleef hij betrekkelijk onbekend voor de beslissers.
Na zijn vertrek bij Merill Lynch in 2008, stichtte Page - met zijn partner James Richard - zijn eigen investeringsfonds Global Energy Capital. Een andere partner in de onderneming is de voormalige Gazprom-manager Sergei Jatsenko. Het fonds opereert vanuit een locatie in Manhattan. Overige zakenmensen, werkzaam in de Russische energiesector verklaarden in 2016 dat het fonds nog steeds op het punt stond om een concreet project tot stand te brengen.
Page heeft ook op academisch niveau colleges en lezingen gegeven. In 2012 behaalde hij een doctorale graad aan de Universiteit van Londen. Hij leidde een programma Internationale Betrekkingen aan het Bard College in Annandale-on-Hudson (New York) en gaf een cursus Energie en Politiek aan de New York-universiteit.

## Buitenlands beleid
In 1998 trad Page toe tot de Eurasia Groep, een maatschappij in strategische consulting, maar vertrok daar al drie maanden later. In 2017 liet de president van de Eurasia Group, Ian Bremmer via Twitter weten dat Page's pro-Russische stellingname geen goede positie voor het bedrijf was, maar dat Page haar meest excentrieke en fanatieke alumnus was. Hij verwierf een International Affairs Fellowship (1998-1999) van de Raad voor Buitenlandse Betrekkingen (CFR) en is er aanhoudend deelnemer en donateur van gebleven. Zo heeft hij bijvoorbeeld tussen 2007 en 2009 minstens 9 keer in CFR-verband aan panels deelgenomen. Ook heeft hij columns geschreven in het Global Policy Journal, een publicatie van de Durham University in het Verenigd Koninkrijk.
Hij uitte beschouwingen ten gunste van de Russische president Vladimir Poetin en oefende harde kritiek uit op de Amerikaanse politiek. De Democratische Senator Harry Reid typeerde hem als "een bronzen apologeet van alles wat "Moskou" deed. Hij wordt veelvuldig geciteerd op de Russische televisie als een "beroemde Amerikaanse econoom".
Volgens diverse media geniet Page vanwege zijn uitgebreide Russische connecties al sinds 2014 de bijzondere aandacht van de inlichtingendiensten in Washington.

## Trump-campagne 2016
Page was een van de vijf namen die Donald Trump in maart 2016 noemde als zijn beleidsadviseurs voor buitenlandse betrekkingen in antwoord op een vraag van redacteuren van The Washington Post. Desondanks beweerden leden van Trumps campagnestaf dat Page Trump in maart 2016 nooit had ontmoet en dat zij ook geen schriftelijk contact hadden gehad. 
Michail Leontev, woordvoerder van de Russische oliemaatschappij Rosneft, zei in 2016 dat Carter Page "een bijzonder goed geïnformeerd, gezaghebbend expert over Rusland" is en dat hij een goede reputatie in de olie-industrie heeft.
In september 2016 onderzochten de inlichtingendiensten vermeende contacten van Page met Russische autoriteiten, waaronder Rosneft-CEO Igor Sechin, die strijdig zouden zijn met de sancties van de Verenigde Staten. Page weersprak deze beschuldigingen en gaf zijn rol in de Trump-campagne op. Kort daarop kreeg de FBI van het Hof voor Buitenlandse Inlichtingen machtiging om Page's communicatielijnen na te gaan. Dit hof concludeerde dat er voldoende aanleiding bestond om aan te nemen dat Page een buitenlandse agent was die clandestien inlichtingen verzamelde voor de Russische regering. Hij was de enige Amerikaan die in 2016 het doelwit was van zo'n mandaat als onderdeel van het onderzoek naar de Russische inmenging in de presidentsverkiezing van 2016. De machtiging van 90 dagen werd bij herhaling verlengd.
In januari 2017 dook Page herhaalde malen op in een gelekt "Donald Trump - Rusland"-dossier, dat inlichtingen over contracten bevatte, afkomstig van de voormalige Britse geheime agent Christopher Steele.
Het dossier bevatte niet hard gemaakte verdachtmakingen van nauwe interacties tussen de Trump-campagne en het Kremlin. Page was die maand onderworpen aan onderzoek van diverse (inlichtingen)diensten, waaronder de FBI en de CIA. Hij ontkende echter iedere misdraging.
In februari stelde hij dat hij in 2016 geen Russische autoriteiten had ontmoet, maar twee dagen later bleek hij zich zelf tegen te spreken. Nieuwsberichten die stelden dat hij de Russische ambassadeur Sergej Kisljak datzelfde jaar tijdens de Republikeinse Conventie in Cleveland had ontmoet, wilde hij niet tegenspreken. 
In oktober 2017 weigerde Page te verschijnen voor de Inlichtingencommissie. Hij beriep zich op zijn Vijfde Amendment-recht om zichzelf niet te hoeven aanklagen. Hij zei dat omdat men documenten van voor 2010 van hem wilde, en dat hij niet in de val wilde lopen meineed te plegen. Hij wilde voor de commissie getuigen in een open setting.
Op 2 november getuigde hij tegenover de "House Intelligence Committee" dat hij Jeff Sessions had laten weten dat hij naar Rusland reisde om daar in juli 2016 een speech te houden. Sessions was een adviseur over nationale veiligheid voor het campagneteam van Trump en nadat Trump had gewonnen, benoemde de president Sessions tot minister van justitie. Page's getuigenis was tegengesteld aan die van Sessions gedurende diens hearings door de Senaat ter bevestiging van zijn benoeming. Sessions ontkende toen iets te weten van contacten tussen Trumps campagneteam en Russische autoriteiten. 
Op 3 november wezen nieuwsberichten erop dat Page in zijn getuigenis toegaf Russische regeringsvertegenwoordigers tijdens zijn trip in juli 2016 te hebben ontmoet. Ook berichtten ze over zijn verslag per e-mail aan ten minste een lid van het campagneteam van Trump. Page's verklaring sprak de beweringen tegen van Trump en zijn medewerkers dat geen lid van de campagne Russische autoriteiten had ontmoet of met hen had onderhandeld in de loop naar de maanden van de presidentsverkiezing. Op 6 november bleek uit zowel persberichten als gerechtelijke stukken dat hij tijdens zijn reis in juli 2016 een ontmoeting had met Arkadi Dvorkovitsj, de Russische adjunct-premier. Ook gaf hij te kennen dat hij - in aanvulling op het per e-mail verzenden van de samenvatting aan meer dan één lid van Trumps campagneteam - een geheime overeenkomst over de ontmoeting ondertekende op verzoek van Trumps co-campagneleider Sam Clovis.
Op 6 november onderging Page opnieuw een verhoor door het House Intelligence Committee dat langer dan 6 uur duurde. Een uitspringende openbaring was dat hij Trumps campagneteam het voorstel had gedaan dat Trump zelf in juli 2016 in zijn plaats naar Rusland zou gaan. Page had daarbij gedacht aan een vergelijkbaar optreden van toenmalig presidentskandidaat Barack Obama in 2008 in Berlijn. Hij volhardde in zijn eerdere ontkenning topman Sechin van oliegigant Rosneft te hebben ontmoet. Uit het CNN-verslag van de hearing blijkt dat Page ook bijzondere aandacht geniet van de Senaatscommissie voor Inlichtingen en van Speciale Aanklager Robert Mueller.